# Поскотино
Поскотино — деревня в Нижнеингашском районе Красноярского края. Входит в состав Стретенского сельсовета.

## География
Деревня находится в восточной части края, в пределах таёжной лесорастительной зоны, при автодороге 04Н-689, на расстоянии приблизительно 32 км (по прямой) к северо-западу от Нижнего Ингаша, административного центра района. Абсолютная высота — 290 м над уровнем моря.
Климат
Климат характеризуется как резко континентальный, с продолжительной морозной малоснежной зимой и коротким жарким летом. Зима продолжается в течение 6-7 месяцев. Абсолютный минимум температуры воздуха составляет −51 °C (по данным метеостанции г. Канск). Продолжительность периода с температурой более 10 °С составляет 100—110 дней. Среднегодовое количество атмосферных осадков составляет 484 мм.

## История
Основана в 1907 году. По данным 1926 года в деревне Поскотина имелось 75 хозяйств и проживал 401 человек (196 мужчин и 205 женщин). В национальном составе населения того периода преобладали русские. В административном отношении являлась центром Поскотинского сельсовета Устьянского района Канского округа Сибирского края.

## Население
| 2010 |
| ---- |
| 85   |

Половой состав
По данным Всероссийской переписи населения 2010 года, в гендерной структуре населения мужчины составляли 48,2 %, женщины — соответственно 51,8 %.
Национальный состав
Согласно результатам переписи 2002 года, в национальной структуре населения русские составляли 100 % из 150 чел.